# Holotrichia sikkimana
Holotrichia sikkimana är en skalbaggsart som beskrevs av Saylor 1937. Holotrichia sikkimana ingår i släktet Holotrichia och familjen Melolonthidae. Inga underarter finns listade i Catalogue of Life.